# Frankrikes ambassad i Wien
Frankrikes ambassad i Wien är Frankrikes diplomatiska representation i Österrike. Ambassaden är belägen i ett palats i nybarock uppfört i början av seklet på Schwarzenbergplatz 4 i Wien. Sedan 2024 är Matthieu Peyraud fransk ambassadör.

## Ambassaden
Ambassaden är en av Frankrikes äldsta ambassader och på grund av Österrike ställnings som stormakt under den Habsburgska tiden en av de historiskt viktigaste ambassaderna. Det första sändebudet skickades till Österrike 1534. Bland tidigare franska sändebud i Wien finns bland annat  Claude Louis Hector de Villars och Antoine Agénor de Gramont.

## Ambassadören
Frankrikes ambassadör i Wien är sedan oktober 2008 Philippe Carré. Carré tog examen vid École nationale d'administration 1980 och har sedan dess arbetat för den franska staten. Ambassadörsposten i Wien är hans första.

## Byggnaden
Den franska ambassaden uppfördes 1901–1906 efter ritningar av den franska arkitekten Georges Chedanne. Byggnaden är uppförd på en triangelformad tomt och har en mindre trädgård framför huvudfasaden.